# Porcheux
Porcheux település Franciaországban, Oise megyében. Lakosainak száma 675 fő (2022. január 1.). Porcheux Boutencourt, La Houssoye, Jouy-sous-Thelle, Labosse, Thibivillers és La Corne-en-Vexin községekkel határos.

## Népesség
A település népességének változása:
| Lakosok száma | 449  | 571  | 586  | 609  | 627  | 645  | 663  | 673  | 675  |
|               | 2013 | 2015 | 2016 | 2017 | 2018 | 2019 | 2020 | 2021 | 2022 |